# Hiromi Cučida
Hiromi Cučida (土田ヒロミ, Cučida Hiromi, * 20. prosince 1939) je japonský fotograf. Jeho tvůrčí fotografická kariéra je dlouhá více než 40 let. Cučida vytvořil několik sbírek fotografií následků atomového bombardování Hirošimy. Produkoval mnoho fotoknih, jako je Zokushin, Counting Grains of Sand, New Counting Grains of Sand a Berlínská zeď. K dispozici je také retrospektiva jeho celoživotního díla s názvem Japonsko Hiromi Cučidy. Cučida obdržel cenu Nobuo Ina a cenu Kena Domona.

## Životopia
Cučida se narodil v roce 1939 v prefektuře Fukui. Vystudoval strojní fakultu Univerzity ve Fukui.
V roce 1971 začal svou kariéru jako fotograf a vyhrál 8. výroční cenu časopisu Taijo. V roce 1976 se zaměřil na japonskou lidovou přírodu a vydal knížku Zokušin. V roce 1978 obdržel cenu Nobua Iny za svou práci o Hirošimě a důsledcích svržení atomové bomby. Pokračoval v dokumentaci tohoto tématu publikací Památník Hirošima a Sbírka Hirošima. V roce 1995 začal pracovat s digitální fotografií. Mezi novější díla patří Berlínská zeď (1999), "Šin Suna wo Kazoeru" (Nové počítání zrn, 2002) a Fake Scape (2002).
Cučida je členem výboru Salonu Nikon. Poté, co působil jako ředitel Tokijské školy fotografie, se v roce 2000 stal přidruženým profesorem na univerzitě v Osace.
V roce 2007 se v Metropolitním muzeu fotografie v Tokiu konala retrospektiva Hiromi Tsuchida's Japan, kde mu byla předána 27. výroční cena Kena Domona.

## Ocenění
- 8. výroční cena časopisu Taijo
- 1971 Solar Award
- 1978 Cena Nobua Iny
- 2008 Cena Kena Domona

## Sbírky
Jeho díla lze nalézt v Metropolitním muzeu fotografie v Tokiu, Muzeu moderního umění v New Yorku, Francouzské národní knihovně v Paříži, Kanadské národní galerii, Evropském centru fotografie, Sanfranciském muzeu moderního umění. a Muzeu J. Paula Gettyho.